# Longina semialba
Longina semialba är en tvåvingeart som beskrevs av William Russel Buck och Marshall 2004. Longina semialba ingår i släktet Longina och familjen Neriidae.
Artens utbredningsområde är Ecuador. Inga underarter finns listade i Catalogue of Life.